# Пружність водяної пари
Пру́жність водяно́ї па́ри — тиск водяної пари, що утримується в повітрі. Зазвичай приводиться в мілібарах (мб). Максимальна пружність водяної пари, можлива при даній температурі, називається пружністю насичення.